# Adams County, Ohio

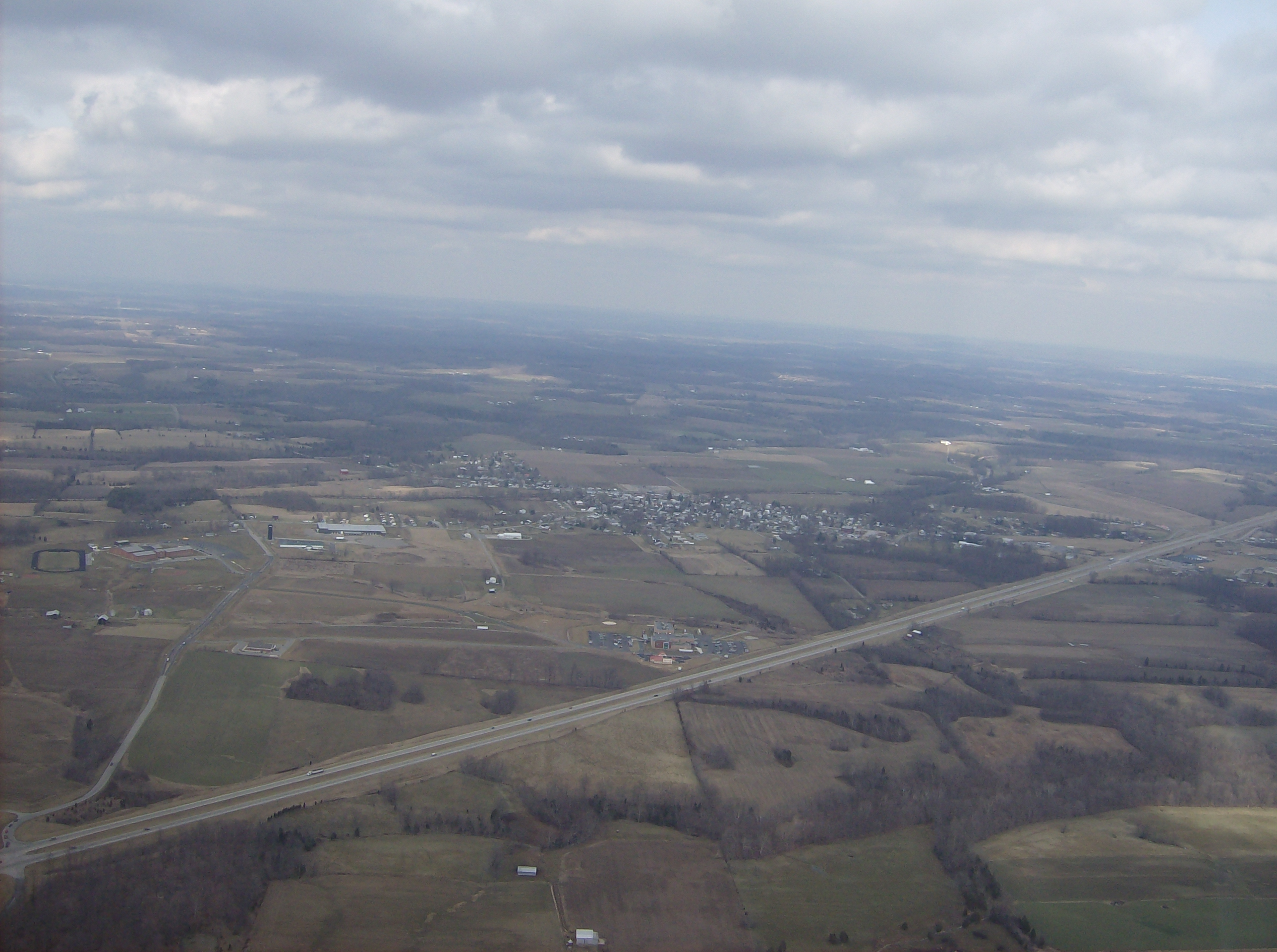
Seaman

Adams County är ett administrativt område i delstaten Ohio, USA, med 28 550 invånare. Den administrativa huvudorten (county seat) är West Union. Countyt har fått sitt namn efter USA:s president John Adams.

## Geografi
Enligt United States Census Bureau har countyt en total area på 1 517 km². 1 512 km² av den arean är land och 5 km² är vatten.

### Angränsande countyn
- Highland County - nord
- Pike County - nordost
- Scioto County - öst
- Lewis County, Kentucky - syd
- Mason County, Kentucky - sydväst
- Brown County - väst

### Orter
- Manchester
- Peebles
- Seaman
- West Union (huvudort)